# Lionel Richie/Auszeichnungen für Musikverkäufe

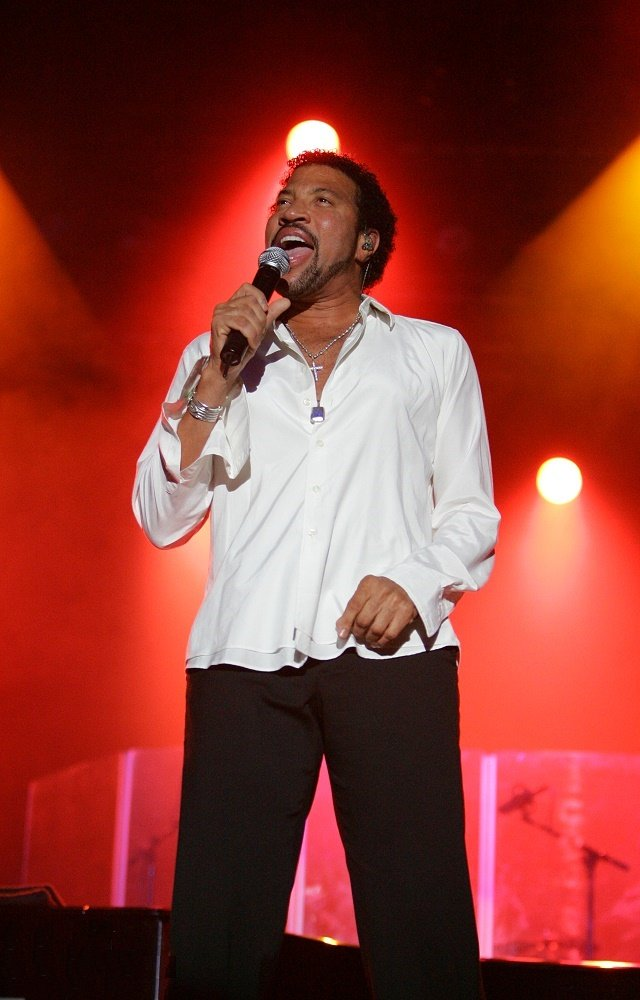
Lionel Richie (2006)

Dies ist eine Übersicht über die Auszeichnungen für Musikverkäufe des US-amerikanischen Soul-Sängers Lionel Richie. Die Auszeichnungen finden sich nach ihrer Art (Gold, Platin usw.), nach Staaten getrennt in chronologischer Reihenfolge, geordnet sowie nach den Tonträgern selbst, ebenfalls in chronologischer Reihenfolge, getrennt nach Medium (Alben, Singles usw.), wieder.

## Auszeichnungen
| - Vereinigtes Königreich - 1982: für die Single Truly - 1985: für die Single We Are the World - 1996: für das Album Louder Than Words - 2009: für das Album Just Go - 2013: für die Autorenbeteiligung Endless Love (Luther Vandross) - 2019: für die Autorenbeteiligung Liar (Camila Cabello) - 2021: für die Single My Destiny - 2022: für das Album Best of 20th Century Masters - 2023: für die Single Say You, Say Me - Australien - 1985: für die Single Say You, Say Me - 2012: für das Album Tuskegee - Belgien - 1986: für die Single Say You, Say Me - 1987: für das Album Dancing on the Ceiling - 1994: für das Album Back to Front - 2011: für die Autorenbeteiligung I Like It (Enrique Iglesias) - Brasilien - 1998: für das Album Truly – The Love Songs - 2024: für die Single Endless Love - Dänemark - 2010: für die Autorenbeteiligung I Like It (Enrique Iglesias) - 2012: für das Album Tuskegee - 2012: für die Single Say You, Say Me - 2013: für das Streaming Say You, Say Me - 2024: für die Single Hello - 2024: für die Single Stuck On You - 2024: für die Single Dancing on the Ceiling - Deutschland - 1984: für das Album Can’t Slow Down - 2018: für die Autorenbeteiligung I Like It (Enrique Iglesias) - 2023: für das Album Encore - 2023: für das Album The Definitive Collection - 2023: für das Album Just for You - 2025: für die Single All Night Long (All Night) - Frankreich - 1984: für das Album Can’t Slow Down - 1996: für das Album Louder Than Words - 1998: für das Album Truly – The Love Songs - Hongkong - 1984: für das Album Lionel Richie - Italien - 1994: für das Album Back to Front - 2001: für das Album Renaissance - 2014: für die Single We Are the World - 2015: für das Album Back to Front - 2019: für die Single All Night Long (All Night) - Japan - 1995: für die Autorenbeteiligung Endless Love (Luther Vandross) - Kanada - 1981: für das Album Endless Love - 1981: für die Autorenbeteiligung Lady (Kenny Rogers) - 1986: für die Single Dancing on the Ceiling - 1987: für das Album The Composer - 1992: für das Album Back to Front - Neuseeland - 1998: für das Album Truly – The Love Songs - 2007: für das Videoalbum The Lionel Richie Collection - 2010: für das Videoalbum Live In Paris - Niederlande - 1987: für die Single Say You, Say Me - 2001: für die Single Angel - Österreich - 2001: für das Album Renaissance - 2011: für die Autorenbeteiligung I Like It (Enrique Iglesias) - Polen - 1986: für die Single Say You, Say Me - Schweiz - 1987: für das Album Dancing on the Ceiling - 2000: für das Album Renaissance - 2002: für das Album Encore - 2010: für die Autorenbeteiligung I Like It (Enrique Iglesias) - Spanien - 1984: für das Album Can’t Slow Down - 1987: für das Album Dancing on the Ceiling - 1992: für das Album Back to Front - 2024: für die Single All Night Long (All Night) - 2024: für die Single Say You, Say Me - 2024: für die Single Endless Love - Taiwan - 1994: für das Album Back to Front - Vereinigte Staaten - 1980: für die Autorenbeteiligung Lady (Kenny Rogers) - 1981: für das Album Endless Love - 1982: für die Single Truly - 1983: für die Single All Night Long (All Night) - 1984: für die Single Hello - 1986: für die Single Say You, Say Me - 1994: für die Autorenbeteiligung Endless Love (Luther Vandross) - 1996: für das Album Louder Than Words - 2002: für das Album Truly – The Love Songs - 2005: für das Videoalbum The Lionel Richie Collection - 2007: für das Album Coming Home - Vereinigtes Königreich - 1995: für das Album Endless Love - 2004: für das Album Just for You - 2006: für das Album Coming Home - 2013: für die Autorenbeteiligung I Like It (Enrique Iglesias) - 2015: für das Videoalbum The Lionel Richie Collection - 2023: für das Album Tuskegee - 2024: für die Single Stuck On You | - Frankreich - 1988: für das Album Dancing on the Ceiling - Australien - 1994: für die Autorenbeteiligung Endless Love (Luther Vandross) - 2010: für das Videoalbum The Lionel Richie Collection - 2011: für das Album The Definitive Collection - 2020: für die Autorenbeteiligung Liar (Camila Cabello) - Belgien - 1987: für die Single Hello - Dänemark - 1992: für das Album Back to Front (Physisch) - Deutschland - 1992: für das Album Back to Front - 2001: für das Album Renaissance - Europa - 2001: für das Album Renaissance - 2002: für das Album Truly – The Love Songs - 2007: für das Album The Definitive Collection - Finnland - 1985: für das Album Can’t Slow Down - Frankreich - 1985: für die Single We Are the World - Hongkong - 1985: für das Album Can’t Slow Down - 1988: für das Album Dancing on the Ceiling - Irland - 1992: für das Album Back to Front - Kanada - 1981: für die Single Endless Love - 1984: für die Single Truly - 1984: für die Single All Night Long (All Night) - 1986: für die Single Say You, Say Me - 2012: für das Album Tuskegee - Neuseeland - 1985: für die Single We Are the World - 1985: für das Album Can’t Slow Down - 1987: für das Album Dancing on the Ceiling - 1994: für die Autorenbeteiligung Endless Love (Luther Vandross) - 2008: für das Album The Definitive Collection - 2010: für die Autorenbeteiligung I Like It (Enrique Iglesias) - Niederlande - 1984: für das Album Can’t Slow Down - 1987: für die Single Hello - 1987: für das Album Dancing on the Ceiling - 2001: für das Album Renaissance - 2008: für das Album Symphonica in Rosso - Norwegen - 1992: für das Album Back to Front - Österreich - 2000: für das Album Back to Front - Polen - 2020: für die Autorenbeteiligung Liar (Camila Cabello) - Spanien - 2010: für die Autorenbeteiligung I Like It (Enrique Iglesias) - Vereinigte Staaten - 1981: für die Single Endless Love - 1988: für das Videoalbum The Making of: Dancing on the Ceiling - 1992: für das Album Back to Front - 2005: für das Album The Definitive Collection - 2012: für das Album Tuskegee - Vereinigtes Königreich - 1984: für das Album Lionel Richie - 1998: für das Album Truly – The Love Songs - 2001: für das Album Renaissance - 2013: für das Album Encore - 2023: für die Single Dancing on the Ceiling - 2024: für die Single Endless Love - 2025: für die Single Hello | - Australien - 1992: für das Album Back to Front - Dänemark - 2025: für das Album Back to Front (Digital) - Neuseeland - 2023: für die Single All Night Long (All Night) - Niederlande - 1992: für das Album Back to Front - Schweiz - 1992: für das Album Back to Front - Vereinigtes Königreich - 1987: für das Album Dancing on the Ceiling - 2024: für die Single All Night Long (All Night) - Europa - 1993: für das Album Back to Front - Frankreich - 1994: für das Album Back to Front - Hongkong - 1992: für das Album Back to Front - Japan - 1985: für die Single We Are the World - Kanada - 1985: für die Single We Are the World - 1986: für das Album Dancing on the Ceiling - 2012: für die Autorenbeteiligung I Like It (Enrique Iglesias) - Neuseeland - 1992: für das Album Back to Front - Vereinigte Staaten - 2011: für die Autorenbeteiligung I Like It (Enrique Iglesias) - Vereinigtes Königreich - 1985: für das Album Can’t Slow Down - Australien - 2015: für die Autorenbeteiligung I Like It (Einrique Iglesias) - Belgien - 1987: für das Album Can’t Slow Down - Kanada - 1985: für das Album Lionel Richie - Vereinigte Staaten - 1984: für das Album Lionel Richie - 1985: für die Single We Are the World - 1987: für das Album Dancing on the Ceiling - Vereinigtes Königreich - 1992: für das Album Back to Front - Vereinigtes Königreich - 2025: für das Album The Definitive Collection - Kanada - 1984: für das Album Can’t Slow Down - Vereinigte Staaten - 1985: für das Album Can’t Slow Down |

## Auszeichnungen nach Alben

### Endless Love
| Land/Region                  | Auszeichnungen für Musikverkäufe (Land/Region, Auszeichnung, Verkäufe) | Verkäufe |
| ---------------------------- | ---------------------------------------------------------------------- | -------- |
| Kanada (MC)                  | Gold                                                                   | 50.000   |
| Vereinigte Staaten (RIAA)    | Gold                                                                   | 500.000  |
| Vereinigtes Königreich (BPI) | Gold                                                                   | 100.000  |
| Insgesamt                    | 3× Gold ·                                                              | 650.000  |

### Lionel Richie
| Land/Region                  | Auszeichnungen für Musikverkäufe (Land/Region, Auszeichnung, Verkäufe) | Verkäufe  |
| ---------------------------- | ---------------------------------------------------------------------- | --------- |
| Hongkong (IFPI/HKRIA)        | Gold                                                                   | 10.000    |
| Kanada (MC)                  | 4× Platin                                                              | 400.000   |
| Vereinigte Staaten (RIAA)    | 4× Platin                                                              | 4.000.000 |
| Vereinigtes Königreich (BPI) | Platin                                                                 | 300.000   |
| Insgesamt                    | 1× Gold · 9× Platin ·                                                  | 4.710.000 |

### Can’t Slow Down
| Land/Region                  | Auszeichnungen für Musikverkäufe (Land/Region, Auszeichnung, Verkäufe) | Verkäufe   |
| ---------------------------- | ---------------------------------------------------------------------- | ---------- |
| Belgien (BRMA)               | 4× Platin                                                              | 200.000    |
| Deutschland (BVMI)           | Gold                                                                   | 250.000    |
| Finnland (IFPI)              | Platin                                                                 | 50.608     |
| Frankreich (SNEP)            | Gold                                                                   | 100.000    |
| Hongkong (IFPI/HKRIA)        | Platin                                                                 | 20.000     |
| Kanada (MC)                  | Diamant                                                                | 1.000.000  |
| Neuseeland (RMNZ)            | Platin                                                                 | 20.000     |
| Niederlande (NVPI)           | Platin                                                                 | 100.000    |
| Spanien (Promusicae)         | Gold                                                                   | 50.000     |
| Vereinigte Staaten (RIAA)    | Diamant                                                                | 10.000.000 |
| Vereinigtes Königreich (BPI) | 3× Platin                                                              | 900.000    |
| Insgesamt                    | 3× Gold · 11× Platin · 2× Diamant ·                                    | 12.690.608 |

### Dancing on the Ceiling
| Land/Region                  | Auszeichnungen für Musikverkäufe (Land/Region, Auszeichnung, Verkäufe) | Verkäufe  |
| ---------------------------- | ---------------------------------------------------------------------- | --------- |
| Belgien (BRMA)               | Gold                                                                   | 25.000    |
| Frankreich (SNEP)            | 2× Gold                                                                | 200.000   |
| Hongkong (IFPI/HKRIA)        | Platin                                                                 | 20.000    |
| Kanada (MC)                  | 3× Platin                                                              | 300.000   |
| Neuseeland (RMNZ)            | Platin                                                                 | 20.000    |
| Niederlande (NVPI)           | Platin                                                                 | 100.000   |
| Schweiz (IFPI)               | Gold                                                                   | 25.000    |
| Spanien (Promusicae)         | Gold                                                                   | 50.000    |
| Vereinigte Staaten (RIAA)    | 4× Platin                                                              | 4.000.000 |
| Vereinigtes Königreich (BPI) | 2× Platin                                                              | 600.000   |
| Insgesamt                    | 5× Gold · 11× Platin ·                                                 | 5.340.000 |

### The Composer
| Land/Region | Auszeichnungen für Musikverkäufe (Land/Region, Auszeichnung, Verkäufe) | Verkäufe |
| ----------- | ---------------------------------------------------------------------- | -------- |
| Kanada (MC) | Gold                                                                   | 50.000   |
| Insgesamt   | 1× Gold ·                                                              | 50.000   |

### Back to Front
| Land/Region                  | Auszeichnungen für Musikverkäufe (Land/Region, Auszeichnung, Verkäufe) | Verkäufe    |
| ---------------------------- | ---------------------------------------------------------------------- | ----------- |
| Australien (ARIA)            | 2× Platin                                                              | 140.000     |
| Belgien (BRMA)               | Gold                                                                   | 25.000      |
| Dänemark (IFPI)              | Platin (Physisch) · + 2× Platin (Digital)                              | 120.000     |
| Deutschland (BVMI)           | Platin                                                                 | 500.000     |
| Europa (IFPI)                | 3× Platin                                                              | (3.000.000) |
| Frankreich (SNEP)            | 3× Platin                                                              | 900.000     |
| Hongkong (IFPI/HKRIA)        | 3× Platin                                                              | 60.000      |
| Irland (IRMA)                | Platin                                                                 | 15.000      |
| Italien (FIMI)               | Gold (1994) · + Gold (2015)                                            | 125.000     |
| Kanada (MC)                  | Gold                                                                   | 50.000      |
| Neuseeland (RMNZ)            | 3× Platin                                                              | 45.000      |
| Niederlande (NVPI)           | 2× Platin                                                              | 200.000     |
| Norwegen (IFPI)              | Platin                                                                 | 50.000      |
| Österreich (IFPI)            | Platin                                                                 | 50.000      |
| Schweiz (IFPI)               | 2× Platin                                                              | 100.000     |
| Spanien (Promusicae)         | Gold                                                                   | 50.000      |
| Taiwan (RIT)                 | Gold                                                                   | 20.000      |
| Vereinigte Staaten (RIAA)    | Platin                                                                 | 1.000.000   |
| Vereinigtes Königreich (BPI) | 4× Platin                                                              | 1.200.000   |
| Insgesamt                    | 6× Gold · 30× Platin ·                                                 | 4.615.000   |

### Louder Than Words
| Land/Region                  | Auszeichnungen für Musikverkäufe (Land/Region, Auszeichnung, Verkäufe) | Verkäufe |
| ---------------------------- | ---------------------------------------------------------------------- | -------- |
| Frankreich (SNEP)            | Gold                                                                   | 100.000  |
| Vereinigte Staaten (RIAA)    | Gold                                                                   | 500.000  |
| Vereinigtes Königreich (BPI) | Silber                                                                 | 50.000   |
| Insgesamt                    | 1× Silber · 2× Gold ·                                                  | 650.000  |

### Truly – The Love Songs
| Land/Region                  | Auszeichnungen für Musikverkäufe (Land/Region, Auszeichnung, Verkäufe) | Verkäufe  |
| ---------------------------- | ---------------------------------------------------------------------- | --------- |
| Brasilien (PMB)              | Gold                                                                   | 100.000   |
| Europa (IFPI)                | Platin                                                                 | 1.000.000 |
| Frankreich (SNEP)            | Gold                                                                   | (100.000) |
| Neuseeland (RMNZ)            | Gold                                                                   | 7.500     |
| Vereinigte Staaten (RIAA)    | Gold                                                                   | 500.000   |
| Vereinigtes Königreich (BPI) | Platin                                                                 | (300.000) |
| Insgesamt                    | 4× Gold · 2× Platin ·                                                  | 1.607.500 |

### Renaissance
| Land/Region                  | Auszeichnungen für Musikverkäufe (Land/Region, Auszeichnung, Verkäufe) | Verkäufe  |
| ---------------------------- | ---------------------------------------------------------------------- | --------- |
| Deutschland (BVMI)           | Platin                                                                 | (300.000) |
| Europa (IFPI)                | Platin                                                                 | 1.000.000 |
| Italien (FIMI)               | Gold                                                                   | (50.000)  |
| Niederlande (NVPI)           | Platin                                                                 | (80.000)  |
| Österreich (IFPI)            | Gold                                                                   | (25.000)  |
| Schweiz (IFPI)               | Gold                                                                   | (20.000)  |
| Vereinigtes Königreich (BPI) | Platin                                                                 | (300.000) |
| Insgesamt                    | 3× Gold · 4× Platin ·                                                  | 1.000.000 |

### Encore
| Land/Region                  | Auszeichnungen für Musikverkäufe (Land/Region, Auszeichnung, Verkäufe) | Verkäufe |
| ---------------------------- | ---------------------------------------------------------------------- | -------- |
| Deutschland (BVMI)           | Gold                                                                   | 150.000  |
| Schweiz (IFPI)               | Gold                                                                   | 20.000   |
| Vereinigtes Königreich (BPI) | Platin                                                                 | 300.000  |
| Insgesamt                    | 2× Gold · 1× Platin ·                                                  | 470.000  |

### The Definitive Collection
| Land/Region                  | Auszeichnungen für Musikverkäufe (Land/Region, Auszeichnung, Verkäufe) | Verkäufe    |
| ---------------------------- | ---------------------------------------------------------------------- | ----------- |
| Australien (ARIA)            | Platin                                                                 | 70.000      |
| Deutschland (BVMI)           | Gold                                                                   | 100.000     |
| Europa (IFPI)                | Platin                                                                 | (1.000.000) |
| Neuseeland (RMNZ)            | Platin                                                                 | 15.000      |
| Vereinigte Staaten (RIAA)    | Platin                                                                 | 1.000.000   |
| Vereinigtes Königreich (BPI) | 5× Platin                                                              | 1.500.000   |
| Insgesamt                    | 1× Gold · 9× Platin ·                                                  | 2.585.000   |

### Just for You
| Land/Region                  | Auszeichnungen für Musikverkäufe (Land/Region, Auszeichnung, Verkäufe) | Verkäufe |
| ---------------------------- | ---------------------------------------------------------------------- | -------- |
| Deutschland (BVMI)           | Gold                                                                   | 100.000  |
| Vereinigtes Königreich (BPI) | Gold                                                                   | 100.000  |
| Insgesamt                    | 2× Gold ·                                                              | 200.000  |

### Coming Home
| Land/Region                  | Auszeichnungen für Musikverkäufe (Land/Region, Auszeichnung, Verkäufe) | Verkäufe |
| ---------------------------- | ---------------------------------------------------------------------- | -------- |
| Vereinigte Staaten (RIAA)    | Gold                                                                   | 500.000  |
| Vereinigtes Königreich (BPI) | Gold                                                                   | 100.000  |
| Insgesamt                    | 2× Gold ·                                                              | 600.000  |

### Best of 20th Century Masters
| Land/Region                  | Auszeichnungen für Musikverkäufe (Land/Region, Auszeichnung, Verkäufe) | Verkäufe |
| ---------------------------- | ---------------------------------------------------------------------- | -------- |
| Vereinigtes Königreich (BPI) | Silber                                                                 | 60.000   |
| Insgesamt                    | 1× Silber ·                                                            | 60.000   |

### Symphonica in Rosso
| Land/Region        | Auszeichnungen für Musikverkäufe (Land/Region, Auszeichnung, Verkäufe) | Verkäufe |
| ------------------ | ---------------------------------------------------------------------- | -------- |
| Niederlande (NVPI) | Platin                                                                 | 60.000   |
| Insgesamt          | 1× Platin ·                                                            | 60.000   |

### Just Go
| Land/Region                  | Auszeichnungen für Musikverkäufe (Land/Region, Auszeichnung, Verkäufe) | Verkäufe |
| ---------------------------- | ---------------------------------------------------------------------- | -------- |
| Vereinigtes Königreich (BPI) | Silber                                                                 | 60.000   |
| Insgesamt                    | 1× Silber ·                                                            | 60.000   |

### Tuskegee
| Land/Region                  | Auszeichnungen für Musikverkäufe (Land/Region, Auszeichnung, Verkäufe) | Verkäufe  |
| ---------------------------- | ---------------------------------------------------------------------- | --------- |
| Australien (ARIA)            | Gold                                                                   | 35.000    |
| Dänemark (IFPI)              | Gold                                                                   | 10.000    |
| Kanada (MC)                  | Platin                                                                 | 80.000    |
| Vereinigte Staaten (RIAA)    | Platin                                                                 | 1.000.000 |
| Vereinigtes Königreich (BPI) | Gold                                                                   | 100.000   |
| Insgesamt                    | 3× Gold · 2× Platin ·                                                  | 1.225.000 |

## Auszeichnungen nach Singles

### Endless Love
| Land/Region                  | Auszeichnungen für Musikverkäufe (Land/Region, Auszeichnung, Verkäufe) | Verkäufe  |
| ---------------------------- | ---------------------------------------------------------------------- | --------- |
| Brasilien (PMB)              | Gold                                                                   | 30.000    |
| Kanada (MC)                  | Platin                                                                 | 150.000   |
| Spanien (Promusicae)         | Gold                                                                   | 30.000    |
| Vereinigte Staaten (RIAA)    | Platin                                                                 | 2.000.000 |
| Vereinigtes Königreich (BPI) | Platin                                                                 | 600.000   |
| Insgesamt                    | 2× Gold · 3× Platin ·                                                  | 2.810.000 |

### Truly
| Land/Region                  | Auszeichnungen für Musikverkäufe (Land/Region, Auszeichnung, Verkäufe) | Verkäufe  |
| ---------------------------- | ---------------------------------------------------------------------- | --------- |
| Kanada (MC)                  | Platin                                                                 | 100.000   |
| Vereinigte Staaten (RIAA)    | Gold                                                                   | 1.000.000 |
| Vereinigtes Königreich (BPI) | Silber                                                                 | 250.000   |
| Insgesamt                    | 1× Silber · 1× Gold · 1× Platin ·                                      | 1.350.000 |

### All Night Long (All Night)
| Land/Region                  | Auszeichnungen für Musikverkäufe (Land/Region, Auszeichnung, Verkäufe) | Verkäufe  |
| ---------------------------- | ---------------------------------------------------------------------- | --------- |
| Deutschland (BVMI)           | Gold                                                                   | 300.000   |
| Italien (FIMI)               | Gold                                                                   | 25.000    |
| Kanada (MC)                  | Platin                                                                 | 100.000   |
| Neuseeland (RMNZ)            | 2× Platin                                                              | 60.000    |
| Spanien (Promusicae)         | Gold                                                                   | 30.000    |
| Vereinigte Staaten (RIAA)    | Gold                                                                   | 1.000.000 |
| Vereinigtes Königreich (BPI) | 2× Platin                                                              | 1.200.000 |
| Insgesamt                    | 4× Gold · 5× Platin ·                                                  | 2.715.000 |

### Hello
| Land/Region                  | Auszeichnungen für Musikverkäufe (Land/Region, Auszeichnung, Verkäufe) | Verkäufe  |
| ---------------------------- | ---------------------------------------------------------------------- | --------- |
| Belgien (BRMA)               | Platin                                                                 | 50.000    |
| Dänemark (IFPI)              | Gold                                                                   | 45.000    |
| Niederlande (NVPI)           | Platin                                                                 | 100.000   |
| Vereinigte Staaten (RIAA)    | Gold                                                                   | 1.000.000 |
| Vereinigtes Königreich (BPI) | Platin                                                                 | 600.000   |
| Insgesamt                    | 2× Gold · 3× Platin ·                                                  | 1.795.000 |

### Stuck On You
| Land/Region                  | Auszeichnungen für Musikverkäufe (Land/Region, Auszeichnung, Verkäufe) | Verkäufe |
| ---------------------------- | ---------------------------------------------------------------------- | -------- |
| Dänemark (IFPI)              | Gold                                                                   | 45.000   |
| Vereinigtes Königreich (BPI) | Gold                                                                   | 400.000  |
| Insgesamt                    | 2× Gold ·                                                              | 445.000  |

### We Are the World
| Land/Region                  | Auszeichnungen für Musikverkäufe (Land/Region, Auszeichnung, Verkäufe) | Verkäufe  |
| ---------------------------- | ---------------------------------------------------------------------- | --------- |
| Frankreich (SNEP)            | Platin                                                                 | 1.000.000 |
| Italien (FIMI)               | Gold                                                                   | 25.000    |
| Japan (RIAJ)                 | 3× Platin                                                              | 300.000   |
| Kanada (MC)                  | 3× Platin                                                              | 300.000   |
| Neuseeland (RMNZ)            | Platin                                                                 | 20.000    |
| Vereinigte Staaten (RIAA)    | 4× Platin                                                              | 8.000.000 |
| Vereinigtes Königreich (BPI) | Silber                                                                 | 250.000   |
| Insgesamt                    | 1× Silber · 1× Gold · 12× Platin ·                                     | 9.895.000 |

### Say You, Say Me
| Land/Region                  | Auszeichnungen für Musikverkäufe (Land/Region, Auszeichnung, Verkäufe) | Verkäufe  |
| ---------------------------- | ---------------------------------------------------------------------- | --------- |
| Australien (ARIA)            | Gold                                                                   | 35.000    |
| Belgien (BRMA)               | Gold                                                                   | 100.000   |
| Dänemark (IFPI)              | Gold                                                                   | 15.000    |
| Kanada (MC)                  | Platin                                                                 | 100.000   |
| Niederlande (NVPI)           | Gold                                                                   | 75.000    |
| Polen (ZPAV)                 | Gold                                                                   | 50.000    |
| Spanien (Promusicae)         | Gold                                                                   | 30.000    |
| Vereinigte Staaten (RIAA)    | Gold                                                                   | 1.000.000 |
| Vereinigtes Königreich (BPI) | Silber                                                                 | 200.000   |
| Insgesamt                    | 1× Silber · 7× Gold · 1× Platin ·                                      | 1.605.000 |

### Dancing on the Ceiling
| Land/Region                  | Auszeichnungen für Musikverkäufe (Land/Region, Auszeichnung, Verkäufe) | Verkäufe |
| ---------------------------- | ---------------------------------------------------------------------- | -------- |
| Dänemark (IFPI)              | Gold                                                                   | 45.000   |
| Kanada (MC)                  | Gold                                                                   | 50.000   |
| Vereinigtes Königreich (BPI) | Platin                                                                 | 600.000  |
| Insgesamt                    | 2× Gold · 1× Platin ·                                                  | 695.000  |

### My Destiny
| Land/Region                  | Auszeichnungen für Musikverkäufe (Land/Region, Auszeichnung, Verkäufe) | Verkäufe |
| ---------------------------- | ---------------------------------------------------------------------- | -------- |
| Vereinigtes Königreich (BPI) | Silber                                                                 | 200.000  |
| Insgesamt                    | 1× Silber ·                                                            | 200.000  |

### Angel
| Land/Region        | Auszeichnungen für Musikverkäufe (Land/Region, Auszeichnung, Verkäufe) | Verkäufe |
| ------------------ | ---------------------------------------------------------------------- | -------- |
| Niederlande (NVPI) | Gold                                                                   | 40.000   |
| Insgesamt          | 1× Gold ·                                                              | 40.000   |

## Auszeichnungen nach Autorenbeteiligungen und Produktionen

### Lady(Kenny Rogers)
| Land/Region               | Auszeichnungen für Musikverkäufe (Land/Region, Auszeichnung, Verkäufe) | Verkäufe  |
| ------------------------- | ---------------------------------------------------------------------- | --------- |
| Kanada (MC)               | Gold                                                                   | 50.000    |
| Vereinigte Staaten (RIAA) | Gold                                                                   | 1.000.000 |
| Insgesamt                 | 2× Gold ·                                                              | 1.050.000 |

### Endless Love (Luther Vandrossfeat.Mariah Carey)
| Land/Region                  | Auszeichnungen für Musikverkäufe (Land/Region, Auszeichnung, Verkäufe) | Verkäufe |
| ---------------------------- | ---------------------------------------------------------------------- | -------- |
| Australien (ARIA)            | Platin                                                                 | 70.000   |
| Japan (RIAJ)                 | Gold                                                                   | 50.000   |
| Neuseeland (RMNZ)            | Platin                                                                 | 15.000   |
| Vereinigte Staaten (RIAA)    | Gold                                                                   | 500.000  |
| Vereinigtes Königreich (BPI) | Silber                                                                 | 200.000  |
| Insgesamt                    | 1× Silber · 2× Gold · 2× Platin ·                                      | 835.000  |

### I Like It (Enrique Iglesiasfeat.Pitbull)
| Land/Region                  | Auszeichnungen für Musikverkäufe (Land/Region, Auszeichnung, Verkäufe) | Verkäufe  |
| ---------------------------- | ---------------------------------------------------------------------- | --------- |
| Australien (ARIA)            | 4× Platin                                                              | 280.000   |
| Belgien (BRMA)               | Gold                                                                   | 15.000    |
| Dänemark (IFPI)              | Gold                                                                   | 15.000    |
| Deutschland (BVMI)           | Gold                                                                   | 150.000   |
| Kanada (MC)                  | 3× Platin                                                              | 240.000   |
| Neuseeland (RMNZ)            | Platin                                                                 | 15.000    |
| Österreich (IFPI)            | Gold                                                                   | 15.000    |
| Schweiz (IFPI)               | Gold                                                                   | 15.000    |
| Spanien (Promusicae)         | Platin                                                                 | 40.000    |
| Vereinigte Staaten (RIAA)    | 3× Platin                                                              | 3.000.000 |
| Vereinigtes Königreich (BPI) | Gold                                                                   | 400.000   |
| Insgesamt                    | 6× Gold · 12× Platin ·                                                 | 4.175.000 |

### Liar (Camila Cabello)
| Land/Region                  | Auszeichnungen für Musikverkäufe (Land/Region, Auszeichnung, Verkäufe) | Verkäufe |
| ---------------------------- | ---------------------------------------------------------------------- | -------- |
| Australien (ARIA)            | Platin                                                                 | 70.000   |
| Polen (ZPAV)                 | Platin                                                                 | 20.000   |
| Vereinigtes Königreich (BPI) | Silber                                                                 | 200.000  |
| Insgesamt                    | 1× Silber · 2× Platin ·                                                | 290.000  |

## Auszeichnungen nach Videoalben

### The Making of: Dancing on the Ceiling
| Land/Region               | Auszeichnungen für Musikverkäufe (Land/Region, Auszeichnung, Verkäufe) | Verkäufe |
| ------------------------- | ---------------------------------------------------------------------- | -------- |
| Vereinigte Staaten (RIAA) | Platin                                                                 | 100.000  |
| Insgesamt                 | 1× Platin ·                                                            | 100.000  |

### The Lionel Richie Collection
| Land/Region                  | Auszeichnungen für Musikverkäufe (Land/Region, Auszeichnung, Verkäufe) | Verkäufe |
| ---------------------------- | ---------------------------------------------------------------------- | -------- |
| Australien (ARIA)            | Platin                                                                 | 15.000   |
| Neuseeland (RMNZ)            | Gold                                                                   | 2.500    |
| Vereinigte Staaten (RIAA)    | Gold                                                                   | 50.000   |
| Vereinigtes Königreich (BPI) | Gold                                                                   | 25.000   |
| Insgesamt                    | 3× Gold · 1× Platin ·                                                  | 92.500   |

### Live in Paris
| Land/Region       | Auszeichnungen für Musikverkäufe (Land/Region, Auszeichnung, Verkäufe) | Verkäufe |
| ----------------- | ---------------------------------------------------------------------- | -------- |
| Neuseeland (RMNZ) | Gold                                                                   | 2.500    |
| Insgesamt         | 1× Gold ·                                                              | 2.500    |

## Auszeichnungen nach Musikstreamings

### Say You, Say Me
| Land/Region     | Auszeichnungen für Musikverkäufe (Land/Region, Auszeichnung, Verkäufe) | Verkäufe |
| --------------- | ---------------------------------------------------------------------- | -------- |
| Dänemark (IFPI) | Gold                                                                   | 900.000  |
| Insgesamt       | 1× Gold ·                                                              | 900.000  |

## Statistik und Quellen
| Land/RegionAuszeichnungen für Musikverkäufe (Land/Region, Auszeichnungen, Verkäufe, Quellen) | Silber     | Gold       | Platin         | Diamant     | Verkäufe    | Quellen                                                   |
| -------------------------------------------------------------------------------------------- | ---------- | ---------- | -------------- | ----------- | ----------- | --------------------------------------------------------- |
| Australien (ARIA)                                                                            | —          | 2× Gold2   | 8× Platin8     | —           | 695.000     | aria.com.au                                               |
| Belgien (BRMA)                                                                               | —          | 4× Gold4   | 5× Platin5     | —           | 415.000     | ultratop.be                                               |
| Brasilien (PMB)                                                                              | —          | 2× Gold2   | —              | —           | 130.000     | pro-musicabr.org.br                                       |
| Dänemark (IFPI)                                                                              | —          | 7× Gold7   | 3× Platin3     | —           | 295.000     | ifpi.dk                                                   |
| Deutschland (BVMI)                                                                           | —          | 6× Gold6   | 2× Platin2     | —           | 1.850.000   | musikindustrie.de                                         |
| Europa (IFPI)                                                                                | —          | —          | 6× Platin6     | —           | (6.000.000) | ifpi.org (Memento vom 1. Januar 2014 im Internet Archive) |
| Finnland (IFPI)                                                                              | —          | —          | Platin1        | —           | 50.608      | ifpi.fi                                                   |
| Frankreich (SNEP)                                                                            | —          | 5× Gold5   | 4× Platin4     | —           | 2.400.000   | infodisc.fr snepmusique.com                               |
| Hongkong (IFPI/HKRIA)                                                                        | —          | Gold1      | 5× Platin5     | —           | 110.000     | ifpihk.org                                                |
| Irland (IRMA)                                                                                | —          | —          | Platin1        | —           | 15.000      | Einzelnachweise                                           |
| Italien (FIMI)                                                                               | —          | 5× Gold5   | —              | —           | 225.000     | fimi.it                                                   |
| Japan (RIAJ)                                                                                 | —          | Gold1      | 3× Platin3     | —           | 350.000     | riaj.or.jp                                                |
| Kanada (MC)                                                                                  | —          | 5× Gold5   | 18× Platin18   | Diamant1    | 3.020.000   | musiccanada.com                                           |
| Neuseeland (RMNZ)                                                                            | —          | 3× Gold3   | 11× Platin11   | —           | 222.500     | aotearoamusiccharts.co.nz NZ2                             |
| Niederlande (NVPI)                                                                           | —          | 2× Gold2   | 7× Platin7     | —           | 755.000     | nvpi.nl                                                   |
| Norwegen (IFPI)                                                                              | —          | —          | Platin1        | —           | 50.000      | Einzelnachweise                                           |
| Österreich (IFPI)                                                                            | —          | 2× Gold2   | Platin1        | —           | 90.000      | ifpi.at                                                   |
| Polen (ZPAV)                                                                                 | —          | Gold1      | Platin1        | —           | 70.000      | bestsellery.zpav.pl                                       |
| Schweiz (IFPI)                                                                               | —          | 4× Gold4   | 2× Platin2     | —           | 180.000     | hitparade.ch                                              |
| Spanien (Promusicae)                                                                         | —          | 6× Gold6   | Platin1        | —           | 280.000     | elportaldemusica.es ES2 ES3                               |
| Taiwan (RIT)                                                                                 | —          | Gold1      | —              | —           | 20.000      | Einzelnachweise                                           |
| Vereinigte Staaten (RIAA)                                                                    | —          | 11× Gold11 | 20× Platin20   | Diamant1    | 41.650.000  | riaa.com                                                  |
| Vereinigtes Königreich (BPI)                                                                 | 9× Silber9 | 7× Gold7   | 23× Platin23   | —           | 11.105.000  | bpi.co.uk                                                 |
| Insgesamt                                                                                    | 9× Silber9 | 75× Gold75 | 123× Platin123 | 2× Diamant2 |             |                                                           |